# 金佛山茯蕨
金佛山茯蕨（学名：Leptogramma jinfoshanensis）为金星蕨科茯蕨属下的一个种。

## 扩展阅读
- 維基物種上的相關：金佛山茯蕨